# Jonathan Riley-Smith
Jonathan Simon Christopher Riley-Smith, född den 27 juni 1938, död 13 september 2016, var en brittisk kyrkohistoriker.
Riley-Smith är professor emeritus vid universitetet i Cambridge. Hans huvudområde är de medeltida korstågen.